# Sakurajima

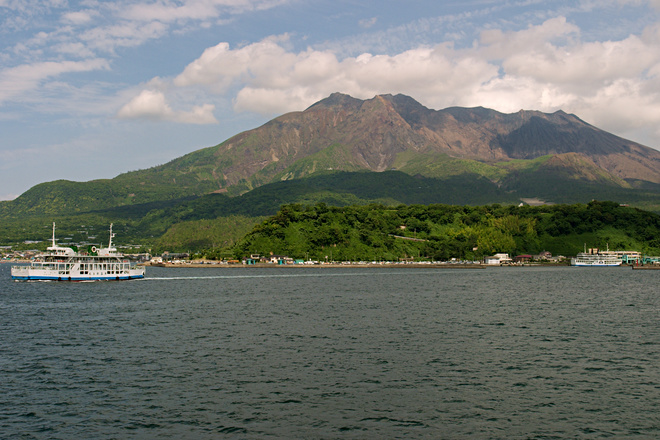
Sakurajima

Este unul dintre cei mai activi vulcani din  Japonia, din insula sudica Kyushu, are altitudinea de 1117 m și este un stratovulcan. Este un vulcan activ din puncte de vedere eruptiv, ultima sa erupție fiind în 15 octombrie 2011 și încă continuă. Sakura-jima este un con formant în caldeira Aira, aceasta caldeira s-a format acum circa 22.000 de ani când a erupt Ito si are un diametru de 20 km, construcția acestui vulcan a început acum circa 13.000 pe marginea de sud a caldeirei  la 8 km de centrul acesteia și a construit o insula care s-a alipit de peninsula Osumi la erupția din 1914. Vulcanul in sine are trei vârfuri: Kitadake (de Nord) , Minamidake (de Sud) si Nakadake (Central), prin urmare nu are o forma perfecta precum Fuji, iar pantele sale abrupte sunt greu accesibile.
Activitatea sa vulcanica este de tip plinian și strombolian. Primul tip de erupție este mult mai distructiva producând cele mai mari eruptei și cu cele mai multe pagube, memorabile fiind cele din anii 1471–1476, 1779–1782 și 1914. Fiecare dintre aceste erupții a dus la cantitati mari de lava andezitică care a modificat coasta acestui vulcan. Erupțiile andezitice rezultă din amestecarea a doua surse de magmă  într-o  cameră din SV a caldeirei la o adâncime de 5,6 km.  Sursa de curent dacitic este considerată a sta în centrul caldeirei, în timp ce sursa bazaltice se află mult mai profund. Asta poate fi dedusă din faptul că se reduce progresiv nivelul silicaților și lava de 66% la Bunmei la 59% la Showa.
Erupția din 1779 a fost precedată de cutremure violente și apoi o erupție violentă a început pe conul din partea de sud apoi a început și pe un orificiu din partea de nord a vulcanului. Erupțiile violente au continuat timp de o zi cu scurgeri masive de lava care au ajuns până în mare. După această erupție au mai avut loc altele 10, una dintre ele provocând și un tsunami.
Dar una  dintre cele mai devastatoare erupții, de când sunt monitorizate aceste, a fost cea din 1914. Cutremurele de pământ au început pe 10 ianuarie 1914, iar frecvența lor și puterea lor a crescut în următoarele zile. Aceste cutremure au fost luate ca un fel de avertisment și 22.000 locuitori au fost evacuați pe data de 11 ianuarie, folosindu-se toate bărcile care puteau fi utilizate. Pe data de 12 ianuarie vulcanul a început să emită gaze vulcanice, iar după câteva ore va erupe mai întâi pe flancul vestic apoi pe cel estic, coloana de erupție s-a ridicat in atmosfera la 10 km, au fost semnalate căderi de material piroclastic, iar pe distanta de 20 km în orice direcție s-a depus un strat de cenușa de 1 m grosime. Datorită cutremurelor de mare amploare au fost evacuați și o mare parte din locuitorii din Kagoshima. Erupția vulcanica nu a făcut victime direct, doar 35 de persoane au murit datorită prăbușirii unei clădiri în urma unui cutremur. Pe 13 ianuarie un cutremur violent a marcat o altă mare erupție, iar lava a ieșit la suprafața pe ambele flancuri, scurgându-se așa timp de 20 de zile. După aceste zile scurgerea de lava a continuat sa curgă doar pe un singur flanc, pe cel vestic. Erupțiile sporadice au continuat pana în 1915. 
Aceasta erupție a distrus 8 sate datorită curgerilor de lava și a îngropat alte câteva sate și ferme sub un strat gros de cenușa. În total aproximativ 2500 de clădiri au fost distruse.
- După aceasta erupție majoră, următoarea care a avut un impact destul de mare a fost în anul 1946, când prin craterul Showa, au ieșit la suprafața circa 80 de milioane de metri cubi de lavă. Zone afectate au fost doar la fermele acoperite de curgerile de lava, care au acoperit coasta de est și sud a muntelui.
- Sakura-jima din 1955 a devenit și mai activ, erupând frecvent aproape în fiecare an de atunci. Mii de mici explozii au loc în fiecare an, aruncând în atmosferă, an de an, cenușa ce ajunge până la câțiva kilometri înălțime. Apoi, vulcanul a intrat într-o perioadă mai puțin activa până la mijlocul anilor 1970, când au avut loc numeroase erupții destul de puternice, care au ținut până la mijlocul anilor 1980. După aceasta perioada, vulcanul a intrat din nou într-o fază mai calmă, având erupții mai puțin însemnate și mai rare. Din 2009 vulcanul a început să fie din ce în ce mai activ, înregistrându-se 400 de erupții în acel an. La nivelul anului 2010 aceste erupții au continuat.

Monitorizarea acestui  vulcan este destul de importanta pentru că zona din jurul acestui vulcan este foarte dens populată, fiind în apropiere orașul Kagoshima cu  680,000 de locuitori. Ca și măsuri de protecție s-a construit un sistem extins de canale și baraje care servesc la protejarea așezărilor din jur de lahare și eroziune. Vulcanul este intens monitorizat cu echipamente performante precum: camere, senzori pe bază de laser optic, Henel Sensori (în esență, pendule atârnate în fluxul de canal), senzori de vibrație, senzori ultrasonici. Centrul de observație este situat la 2 km în aval de râul Nojiri și poartă denumirea de "Sakurajima Centralized Observation Local Station of a Debris Flow". Datorită acestor măsuri de protecție s-a redus considerabil numărul de victime și pagube.